# Maria Severa
Maria Severa Onofriana (Anjos, 26 de julho de 1820 – Socorro, 30 de novembro de 1846) foi uma cantora portuguesa de fado, considerada a mítica[carece de fontes?] criadora desse estilo musical lisboeta.

## Biografia

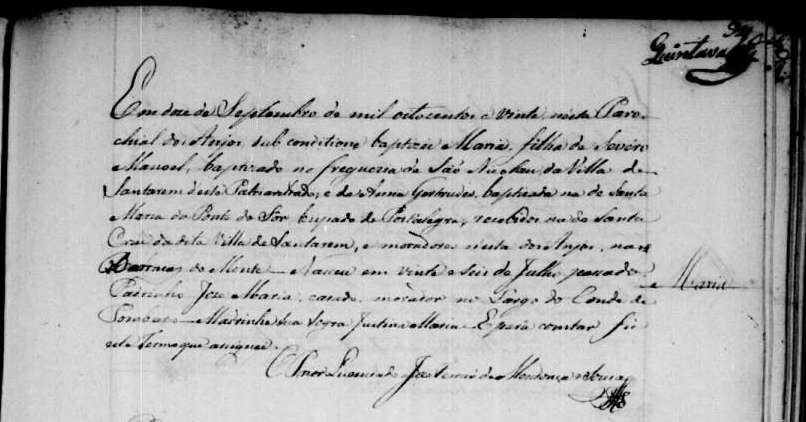
Assento de baptismo de Maria Severa Onofriana, datado de 12 de setembro de 1820. Paróquia dos Anjos, Lisboa.

Maria Severa Onofriana, filha de Severo Manuel de Sousa e de Ana Gertrudes Severa (alcunha adaptada do nome próprio do marido), nasceu em 26 de julho de 1820 na Rua da Madragoa (actual Rua Vicente Borga - N.º 33, freguesia da Estrela), onde a sua mãe tinha uma taberna, tendo passado por vários locais da cidade até se fixar na Mouraria, onde faleceu. Os locais do seu nascimento e da sua morte estão devidamente assinalados com uma lápide, colocadas com o apoio da Câmara Municipal de Lisboa.
O seu pai era de etnia cigana, natural de Santarém e a mãe de Ponte de Sor que, como outros pescadores da região, migrara para Lisboa. Atribui-se a essa ascendência cigana à sua beleza exótica e o seu cantar expressivo, que conquistou os boémios da capital. A mãe, Ana Gertrudes Severa, conhecida como "A Barbuda", era uma célebre prostituta da Mouraria. A Maria Severa teria ingressado muito cedo na mesma profissão, depressa se distinguindo nesse meio. Não só pela beleza trigueira, mas também pelos dotes invulgares de cantadeira de fado.
Em 1831 morava na Rua Direita da Graça, teria ainda morado no Pátio do Carrasco ao Limoeiro por volta de 1844. Ela viveu no Bairro Alto à Travessa do Poço da Cidade, antes de se fixar definitivamente na Mouraria, na Rua do Capelão N.º 35A; que foi frequentada por marujos portugueses e ingleses durante o tempo de Rua Suja. Contam-se muitas histórias sobre a Severa, mas muitas tenham credibilidade contestável, sendo mais como lendas ao invés de relatos oficiais .
Conta-se que percorria os bairros populares de Lisboa, e a sua voz animou as noites de muitas tertúlias bairristas, tabernas ficaram famosas só pela sua presença. Teve vários amantes conhecidos, entre eles o Conde de Vimioso (D. Francisco de Paula de Portugal e Castro) que, segundo a lenda, era enfeitiçado pela forma como cantava e tocava guitarra, levando-a frequentemente à tourada. Proporcionou-lhe grande celebridade e naturalmente permitiu a Severa um maior prestígio e número de oportunidades para se exibir para um público de jovens oriundos da elite social e intelectual portuguesa.

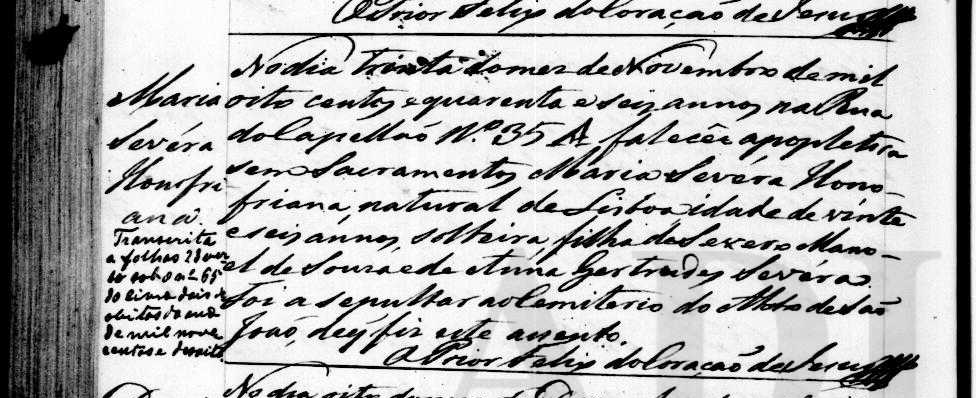
Assento de óbito de Maria Severa Onofriana, datado de 30 de novembro de 1846. Paróquia do Socorro, Lisboa.

Morreu de tuberculose e apoplética a 30 de novembro de 1846, num miserável bordel da Rua do Capelão, na Mouraria (freguesia do Socorro), tendo sido sepultada no Cemitério do Alto de São João, numa vala comum, sem caixão. Consta que as suas últimas palavras teriam sido — "Morro, sem nunca ter vivido" — tinha apenas 26 anos.
Na Mouraria, Rua do Capelão, encontra-se actualmente o "Largo da Severa", onde a casa da fadista está assinalada com a indicação de “Casa da Severa” e no chão, empedrado de calçada à portuguesa, pode ver-se o desenho de uma guitarra. Na fachada da casa foi colocada uma placa, onde se pode ler: "Nesta casa viveu Maria Severa Onofriana / Considerada na época a expressão sublime do Fado / Faleceu em 30-11-1846 com 26 anos de idade / Lisboa 3-6-1989". Esta placa foi descerrada por Amália Rodrigues.
A sua fama ficou a dever-se em grande parte a Júlio Dantas cuja novela A Severa viria a originar uma peça levada à cena em 1901, bem como ao primeiro filme sonoro português realizado por Leitão de Barros em 1931. No filme Fados, de 2007, do realizador espanhol Carlos Saura, ela é representada pela fadista Cuca Roseta.